# Apache II
El OCV Apache II es una embarcación tipo offshore de servicio versátil gestionado y propiedad de la empresa del sector energético Technip. Las principales tareas del buque son inspecciones, mantenimientos, operaciones de cables, reparaciones y tendido de tubos.